# Maria Farrugia
Maria Farrugia (Gozo, 9 gennaio 2001) è una calciatrice maltese, centrocampista dello Sheffield Utd e della nazionale maltese.

## Carriera

### Club
Cresciuta sull'isola di Gozo, Farrugia si avvicina al calcio fin da giovanissima, iniziando a giocare all'età di quattro anni. Nella prima parte della carriera ha giocato in squadre maschili fino al livello under 15. All'età di 11 anni è stata selezionata per entrare a far parte della Malta Football Association Academy, l'organismo della Federcalcio maltese che si occupa di valorizzare i giovani talenti nazionale, a La Valletta, dovendo prendere il traghetto per spostarsi da Gozo all'isola principale.

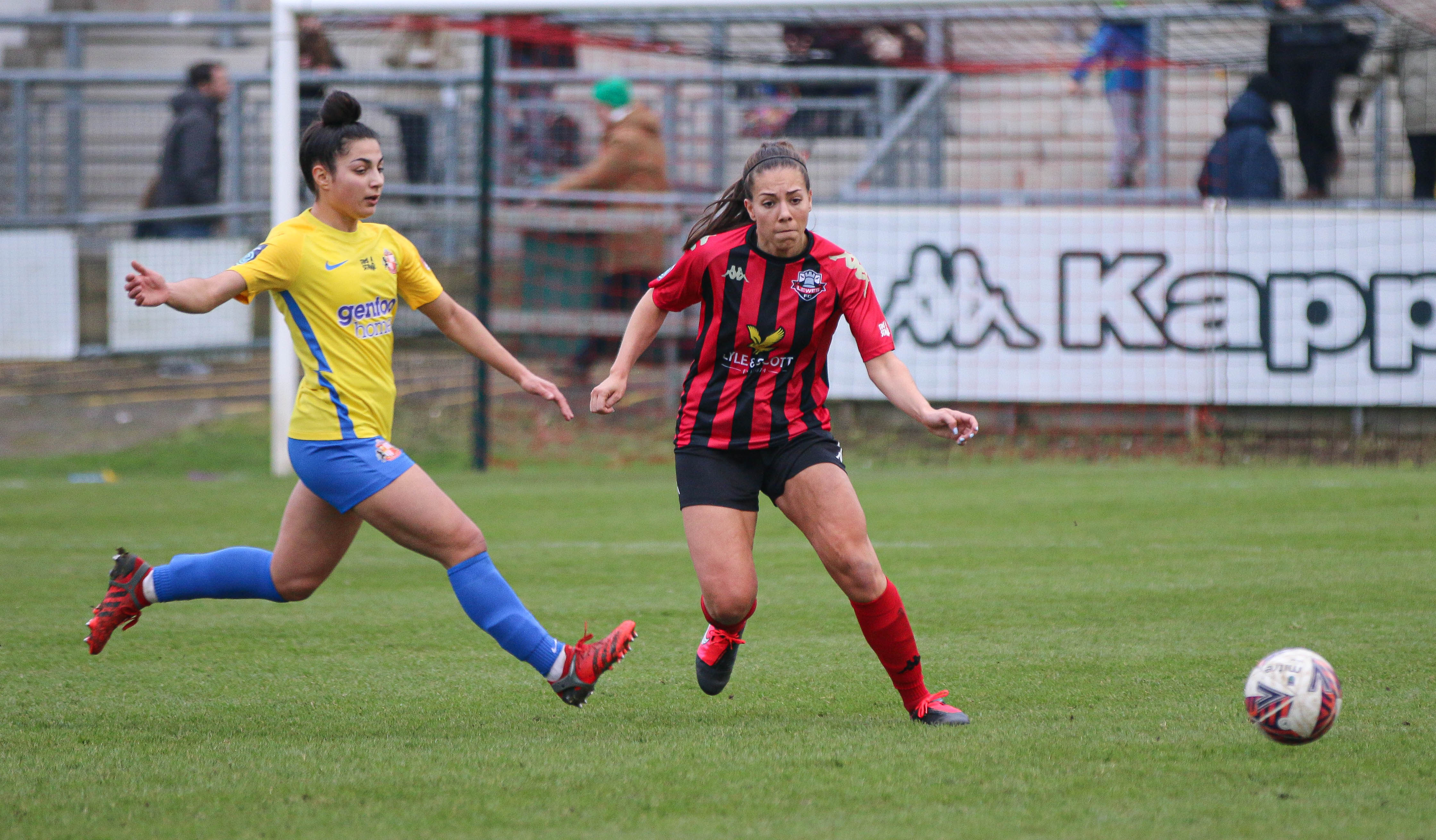
Farrugia, a sinistra, in un'azione di gioco contro il nel gennaio 2022.

Dopo essersi diplomata alla National Sport School di Malta a soli 16 anni si è trasferita nel Regno Unito, dove ha iniziato ad allenarsi con la Foundation of Light del Sunderland. Nel 2019 sottoscrive un contratto di un anno e mezzo con il Sunderland, debuttando in Northern Premier Division, terzo livello del campionato inglese di categoria, a metà campionato nel febbraio di quell'anno, nell'incontro perso con il Blackburn Rovers. La sua prima stagione con il club è condizionata dalla pandemia di COVID-19 in Inghilterra, con il campionato interrotto come deterrente alla diffusione del contagio quando la sua squadra era in testa alla classifica e che non venendo più ripreso non assegna a nessuna squadra la promozione alla categoria superiore. In quella successiva, ancora condizionata da una ripresa della diffusione del virus, il campionato viene nuovamente interrotto nel gennaio 2021, e benché inizialmente non fosse prevista alcuna promozione e retrocessione la Federcalcio inglese consentì a vari club di inoltrare domanda per essere ammessi alla FA Women's Championship, accettando il Sunderland, benché classificato 5º in Northern Division, e il Watford, in testa alla Southern Division, per la stagione 2021-2022.
Nel luglio 2021 Farrugia ha firmato un prolungamento di un anno con il club della Città di Sunderland, mettendosi in luce a inizio campionato e venendo per questo nominata FA Women's Championship Player of the Week per la prima settimana della stagione 2021-2022, scendendo in campo in 18 incontri e siglando un gol all'11ª giornata nella vittoria esterna per 4-1 con lo Sheffield Utd, contribuendo poi a consentire alla squadra di raggiungere il nono posto in classifica e un'agevole salvezza.
Durante la pausa estiva 2022 decide di trasferirsi al Durham, indossando la nuova maglia nel pareggio interno contro la sua vecchia squadra già alla 1ª giornata di campionato. Qui però, pur accumulando 15 presenze su 22 incontri, il tecnico Lee Sanders le concede poco spazio, facendole spesso giocare pochi minuti a fine gare partendo dalla panchina.
Alla fine di giugno 2023 venne annunciato il suo trasferimento al Lewes, per disputare per la terza volta consecutiva il campionato di Women's Championship. Nel corso del campionato Farrugia si rivela la migliore realizzatrice della squadra con 3 reti su 18 incontri, tra i quali eletto gol del mese del gennaio 2024, e distinguendosi venendo votata Women’s Championship Player of the Month nell'aprile 2014, tuttavia il Lewes non riesce a staccarsi dal fondo della classifica e alla fine chiudere all’undicesimo e penultimo posto con conseguente retrocessione.
Il 19 agosto 2024 Farrugia viene annunciata tra i nuovi acquisti dello Sheffield Utd per la stagione entrante.

### Nazionale
Farrugia inizia a essere convocata dalla Federcalcio maltese per indossare le maglie delle nazionali giovanili fin dal 2016, dalla under 17 con la quale disputa le qualificazioni all'Europeo di Repubblica Ceca 2017, prima partecipazione della formazione U17 al torneo UEFA, realizzando una doppietta nella vittoria, ininfluente per il passaggio del turno, per 2-1 con le pari età del Montenegro. Rimasta in quota anche per la successiva edizione, scende in campo in tutti i tre incontri della prima fase di  qualificazione all'Europeo di Lituania 2018, andando ancora a rete nell'unico centro della sconfitta con la Finlandia per 8-1, venendo anche in quell'occasione eliminate già all'inizio del torneo. In tutto con la maglia dell'U17 Farrugia collezione 6 presenze con 3 reti.